# فوق القمة (فلم)
تدور أحداث الفلم حول البطل سيلفستر ستالون حيث طلق زوجتة الثرية بعد أن أنجبت منه طفلًا. لكن لظروفه سُجن وطلق زوجته فعاش ابنه مع جده من أمه حياة ثرية ودرس في كلية عسكرية. خرج البطل من سجنه ثم عمل في نقل المعدات الثقيلة بين المدن ولكن أراد أن يحضر حفلة تخرج ابنه فأنكره. الفلم مشوق ودرامي.

## وصلات خارجية
- مقالات تستعمل روابط فنية بلا صلة مع ويكي بيانات